# Peau d'âne
Peau d'âne is een Franse muziekfilm uit 1970 onder regie van Jacques Demy. Het scenario is gebaseerd op het gelijknamige sprookje van Charles Perrault.
Voor de hoofdrol was eerst gedacht aan Brigitte Bardot.
De zangpartijen van Catherine Deneuve werden gezongen door Anne Germain, net zoals in de film Les demoiselles de Rochefort, hoewel Deneuve er op had aangedrongen zelf te mogen zingen.
De opnamen gebeurden deels aan het kasteel van Chambord.

## Verhaal
De koning heeft zijn overleden echtgenote beloofd pas opnieuw te zullen trouwen als hij een vrouw vindt die even mooi is als zij. Hij kan echter geen mooier meisje vinden dan zijn eigen dochter. De prinses vlucht in een ezelshuid. In een ver land wordt zij verliefd op een prins...

## Rolverdeling
| Acteur            | Personage                 |
| ----------------- | ------------------------- |
| Catherine Deneuve | Prinses / Blauwe koningin |
| Jean Marais       | Blauwe koning             |
| Jacques Perrin    | Prins                     |
| Micheline Presle  | Rode koningin             |
| Delphine Seyrig   | Fee                       |
| Fernand Ledoux    | Rode koning               |
| Henri Crémieux    | Arts                      |
| Sacha Pitoëff     | Minister                  |
| Pierre Repp       | Thibaud                   |
| Jean Servais      | Verteller                 |
| Georges Adet      | Wijze                     |
| Annick Berger     | Nicolette                 |
| Romain Bouteille  | Kwakzalver                |
| Louise Chevalier  | Oude boerin               |
| Sylvain Corthay   | Godefroy                  |
| Rufus             | een boerenknecht          |
| Michel Vuillermoz | Oncle de Grégoire         |